# Atletica leggera ai Giochi della XXXI Olimpiade - Marcia 20 km femminile
La gara di marcia 20 km ha fatto parte del programma femminile di atletica leggera ai Giochi della XXXI Olimpiade. La competizione si è svolta il 19 agosto a Rio de Janeiro.

## Presenze ed assenze delle campionesse in carica
Per i campionati europei si considera l'edizione del 2014.
| Competizione            | Atleta                   | Prestazione   | Rio 2016      |               |
| ----------------------- | ------------------------ | ------------- | ------------- | ------------- |
| Olimpiadi 2012          | Elena Lašmanova          | 1h25'02”      | Squalificata  |               |
| Commonwealth 2014       | Non disputata            | Non disputata | Non disputata | Non disputata |
| Europei 2014            | Ėl'mira Alembekova       | 1h27'56”      | Squalificata  |               |
| Asiatici 2014           | Lü Xiuzhi                | 1h31'06”      | Presente      |               |
| Panamericani 2015       | María Guadalupe González | 1h29'24”      | Presente      |               |
| Africani 2015           | Grace Wanjiru            | 1h38'28”      | Presente      |               |
| Mondiali 2015           | Liu Hong                 | 1h27'45”      | Presente      |               |
| Mondiali di marcia 2016 | María Guadalupe González | 1h26'17"      | Presente      |               |

## Record
| Record mondiale      | Liu Hong        | 1h24'38"" | La Coruña | 6 giugno 2015  |
| Record olimpico      | Elena Lašmanova | 1h25'02"" | Londra    | 11 agosto 2012 |
| Capolista stagionale | Liu Hong        | 1h25'56"  | Huangshan | 6 marzo 2016   |

## Classifica finale
Venerdì 19 agosto, ore 14:30.
Nota Dopo la terza proposta di squalifica il concorrente deve abbandonare la gara.
Legenda:
- ~  appoggio di un solo piede al suolo
- >  mancato bloccaggio del ginocchio

| Pos | Ordine di partenza | Atleta                     | Paese         | Tempo    | Note |
| --- | ------------------ | -------------------------- | ------------- | -------- | ---- |
| Oro | 9                  | Liu Hong                   | Cina          | 1h28'35" |      |
| Argento | 5                  | María Guadalupe González   | Messico       | 1h28'37" |      |
| Bronzo | 57                 | Lü Xiuzhi                  | Cina          | 1h28'42" |      |
| 4 | 41                 | Antonella Palmisano        | Italia        | 1h29'03" |      |
| 5 | 1                  | Qieyang Shenjie            | Cina          | 1h29'04" |      |
| 6 | 10                 | Ana Cabecinha              | Portogallo    | 1h29'23" |      |
| 7 | 4                  | Érica de Sena              | Brasile       | 1h29'29" |      |
| 8 | 7                  | Beatriz Pascual            | Spagna        | 1h30'24" |      |
| 9 | 50                 | Regan Lamble               | Australia     | 1h30'28" |      |
| 10 | 63                 | Anežka Drahotová           | Rep. Ceca     | 1h30'43" |      |
| 11 | 3                  | Elisa Rigaudo              | Italia        | 1h31'04" |      |
| 12 | 6                  | Inês Henriques             | Portogallo    | 1h31'28" |      |
| 13 | 15                 | Émilie Menuet              | Francia       | 1h32'04" |      |
| 14 | 69                 | Kimberly García            | Perù          | 1h32'09" |      |
| 15 | 31                 | Antigoni Drisbioti         | Grecia        | 1h32'32" |      |
| 16 | 49                 | Kumiko Okada               | Giappone      | 1h32'42" |      |
| 17 | 62                 | Nastassia Yatsevich        | Bielorussia   | 1h32'53" |      |
| 18 | 52                 | Ángela Castro              | Bolivia       | 1h32'54" |      |
| 19 | 11                 | Nadiya Borovska            | Ucraina       | 1h33'01" |      |
| 20 | 2                  | Raquel González            | Spagna        | 1h33'03" |      |
| 21 | 72                 | Inna Kashyna               | Ucraina       | 1h33'15" |      |
| 22 | 39                 | Maria Michta-Coffey        | Stati Uniti   | 1h33'36" |      |
| 23 | 74                 | María Guadalupe Sánchez    | Messico       | 1h33'44" |      |
| 24 | 13                 | Paola Pérez                | Ecuador       | 1h33'53" |      |
| 25 | 22                 | Viktória Madarász          | Ungheria      | 1h33'59" |      |
| 26 | 37                 | Tanya Holliday             | Australia     | 1h34'22" |      |
| 27 | 27                 | Magaly Bonilla             | Ecuador       | 1h34'54" |      |
| 28 | 18                 | Paulina Buziak             | Polonia       | 1h35'01" |      |
| 29 | 67                 | Brigita Virbalytė-Dimšienė | Lituania      | 1h35'11" |      |
| 30 | 23                 | Mirna Ortiz                | Guatemala     | 1h35'11" |      |
| 31 | 35                 | Wendy Cornejo              | Bolivia       | 1h35'17" |      |
| 32 | 36                 | Sandra Arenas              | Colombia      | 1h35'40" |      |
| 33 | 26                 | Julia Takács               | Spagna        | 1h35'45" |      |
| 34 | 58                 | Miranda Melville           | Stati Uniti   | 1h35'48" |      |
| 35 | 45                 | Alana Barber               | Nuova Zelanda | 1h35'55" |      |
| 36 | 60                 | Maritza Guaman             | Ecuador       | 1h35'56" |      |
| 37 | 56                 | Daniela Cardoso            | Portogallo    | 1h36'13" |      |
| 38 | 53                 | Yeseida Carrillo           | Colombia      | 1h36'28" |      |
| 39 | 40                 | Jeon Yeong-eun             | Corea del Sud | 1h36'31" |      |
| 40 | 20                 | Rachel Tallent             | Australia     | 1h37'08" |      |
| 41 | 21                 | Alejandra Ortega           | Messico       | 1h37'33" |      |
| 42 | 14                 | Grace Wanjiru              | Kenya         | 1h37'49" |      |
| 43 | 64                 | Stefany Coronado           | Bolivia       | 1h37'56" |      |
| 44 | 33                 | Agnieszka Szwarnóg         | Polonia       | 1h38'01" |      |
| 45 | 65                 | Andreea Arsine             | Romania       | 1h38'16" |      |
| 46 | 44                 | Valentyna Myronchuk        | Ucraina       | 1h38'20" |      |
| 47 | 61                 | Panayiota Tsinopoulou      | Grecia        | 1h38'24" |      |
| 48 | 46                 | Mária Czaková              | Slovacchia    | 1h38'29" |      |
| 49 | 47                 | Cisiane Lopes              | Brasile       | 1h38'35" |      |
| 50 | 51                 | Ana Veronica Rodean        | Romania       | 1h38'42" |      |
| 51 | 30                 | Jessica Hancco             | Perù          | 1h39'08" |      |
| 52 | 54                 | Maritza Poncio             | Guatemala     | 1h40'09" |      |
| 53 | 16                 | Agnese Pastare             | Lettonia      | 1h40'15" |      |
| 54 | 25                 | Khushbir Kaur              | India         | 1h40'33" |      |
| 55 | 42                 | Mária Gáliková             | Slovacchia    | 1h40'35" |      |
| 56 | 24                 | Živilė Vaiciukevičiūtė     | Lituania      | 1h41'28" |      |
| 57 | 48                 | Claudia Ștef               | Romania       | 1h41'47" |      |
| 58 | 68                 | Barbara Kovacs             | Ungheria      | 1h42'11" |      |
| 59 | 55                 | Rita Recsei                | Ungheria      | 1h42'41" |      |
| 60 | 12                 | Chahinez Nasri             | Tunisia       | 1h42'57" |      |
| 61 | 73                 | Askale Tiksa               | Etiopia       | 1h44'15" |      |
| 62 | 17                 | Diana Aydosova             | Kazakistan    | 1h44'49" |      |
| 63 | 28                 | Anel Oosthuizen            | Sudafrica     | 1h45'06" |      |
| Rit. | 29                 | Agnieszka Dygacz           | Polonia       |          |      |
| Rit. | 66                 | Sapana Sapana              | India         |          |      |
| Rit. | 43                 | Yesenia Miranda            | El Salvador   |          |      |
| Rit. | 59                 | Sandra Galvis              | Colombia      |          |      |
| Rit. | 70                 | Neringa Aidietytė          | Lituania      |          |      |
| Squal. | 34                 | Yehualeye Beletew          | Etiopia       |          | ~~>  |
| Squal. | 8                  | Eleonora Anna Giorgi       | Italia        |          | ~~~  |
| Squal. | 38                 | Mayra Carolina Herrera     | Guatemala     |          | ~~~  |
| Squal. | 19                 | Lee Da-seul                | Corea del Sud |          | ~~>  |
| Squal. | 32                 | Lee Jeong-eun              | Corea del Sud |          | ~~>  |
| Squal. | 71                 | Polina Repina              | Kazakistan    |          | >>>  |
| record mondiale; record olimpico; record mondiale stagionale; record africano; record asiatico; record europeo; record nord-centroamericano e caraibico; record sudamericano; record oceaniano; record nazionale; record personale; record personale stagionale. |                    |                            |               |          |      |